# Nicola Perscheid

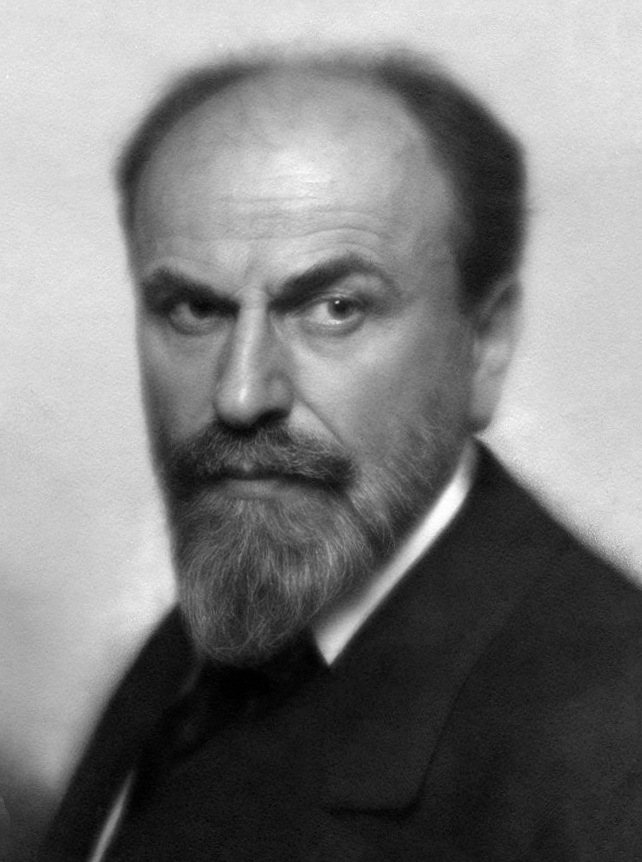
Zelfportret, ongeveer 1920

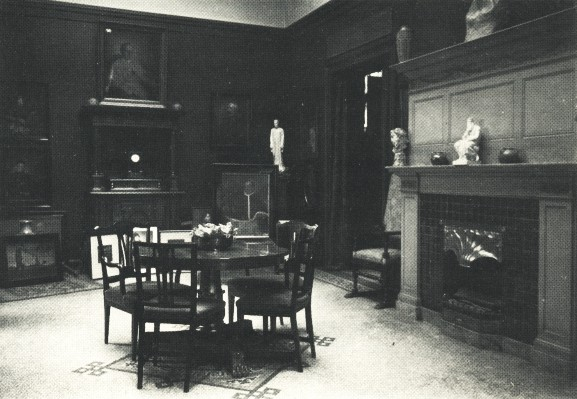
Nicola Perscheids atelier in Berlijn.

(Nicola) Nikolaus Perscheid (Moselweiß, 3 december 1864 – Berlijn, 12 mei 1930) was een Duitse fotograaf, vooral bekend om zijn portretfoto's.

## Leven en werk
Hij werd geboren als Nikolaus Perscheid in Moselweiß bij Koblenz waar hij ook naar school ging. Op 15-jarige leeftijd begon hij een opleiding als fotograaf, waarna hij zijn brood verdiende als rondreizende fotograaf. Hij werkte onder andere in plaatsen als Saarbrücken, Trier en Colmar, maar ook in Nice, Wenen of Boedapest. In Klagenfurt kreeg hij eindelijk een vaste positie en op 1 maart 1887, werd hij lid van de Wiener Photographische Gesellschaft van Wenen. In 1889 verhuisde hij naar Dresden, waar hij aanvankelijk werkte in de bekende studio van Wilhelm Höffert voor hij op 6 juni 1891 in Görlitz zijn eigen studio opende. Het volgende jaar werd hij benoemd tot hoffotograaf aan het hof van Albert van Saksen. In 1894 verhuisde Perscheid naar Leipzig.
Perscheid had zijn eerste publicatie met een foto in een gerenommeerd fotografiemagazine in 1897, en vervolgens nam hij deel aan een aantal tentoonstellingen en had ook contacten met kunstenaar Max Klinger. Als een gevestigde en bekende fotograaf, verhuisde hij in 1905 naar Berlijn. Daar experimenteerde hij zonder veel succes met de vroege technieken voor fotografie in kleur, en toen zijn assistent Arthur Benda hem verliet in 1907, gaf Perscheid deze experimenten helemaal op. Met zijn portretten won hij verschillende belangrijke prijzen, maar blijkbaar was dat niet een economisch succes: hij verkocht zijn studio op 24 juni 1912.
In oktober 1913 hield hij een cursus bij de Zweedse kring van professionele fotografen, de Svenska Fotografernas Förbund. Dit moet een succes zijn geweest want tien jaar werd hij hier nog voor geprezen. In 1923 volgde hij een oproep van de Deense school voor fotografie in Kopenhagen.
Perscheid had een aantal studenten die later zelf gerenommeerde fotografen werden. Arthur Benda studeerde met hem 1899 tot 1902, en voegde zich bij weer hem in 1906 als zijn assistent voor het experimenteren met kleurenfotografie. Hij verliet Perscheid in 1907. Samen met Dora Kallmus ging hij naar Wenen en werkte in haar atelier Atelier d'Ora, dat hij uiteindelijk overnam en tot 1965 voortzette onder de naam d'Ora-Benda.
In 1924 studeerde de Zweedse fotograaf Curt Götlin (1900-1993) bij het Perscheid Atelier. Perscheid had ook invloed op de Japanse fotograaf Toragorō Ariga, die van 1908 tot 1914 in Berlijn studeerde en vervolgens deel nam aan Perscheids cursussen. Hij keerde in 1915 terug in Japan.
De Perscheid-lens werd ontwikkeld rond 1920. Het is een softfocuslens met een breed diepteveld, geproduceerd door Emil Busch AG volgens de specificaties van Perscheid. De lens is speciaal ontworpen voor groot formaat portretfotografie. Ariga introduceerde de Perscheid-lens in Japan, waar de lens populair werd onder de Japanse portretfotografen van de jaren twintig.
Zelfs na de verkoop van zijn atelier bleef Perscheid werken als fotograaf en hij huurde in 1917 zelfs andere studio's. Naast zijn artistieke fotografie, maakte hij ook "profane" studioportretten, bijvoorbeeld voor het Postkartenvertrieb Willi Sanke in Berlijn, dat tussen 1910 en 1918 een reeks van 600 tot 700 genummerde luchtvaart ansichtkaarten publiceerde, waaronder een groot aantal portretten van Flying Aces , waarvan een aantal werden gefotografeerd door Perscheid.
Tegen het einde van de jaren twintig, kampte Perscheid met ernstige financiële problemen. In het najaar van 1929 moest hij zijn appartement onderverhuren om zijn eigen huur te kunnen betalen. Kort daarna kreeg hij een beroerte, en in het voorjaar van 1930 werd hij in een ziekenhuis opgenomen. Terwijl hij daar verbleef werden zijn bezittingen, waaronder zijn camera's en fotografische platen, maar ook al zijn meubelen, geveild om zijn schulden te betalen. Twee weken na de veiling stierf Perscheid op 65-jarige leeftijd in het Charite ziekenhuis in Berlijn.

## Galerij

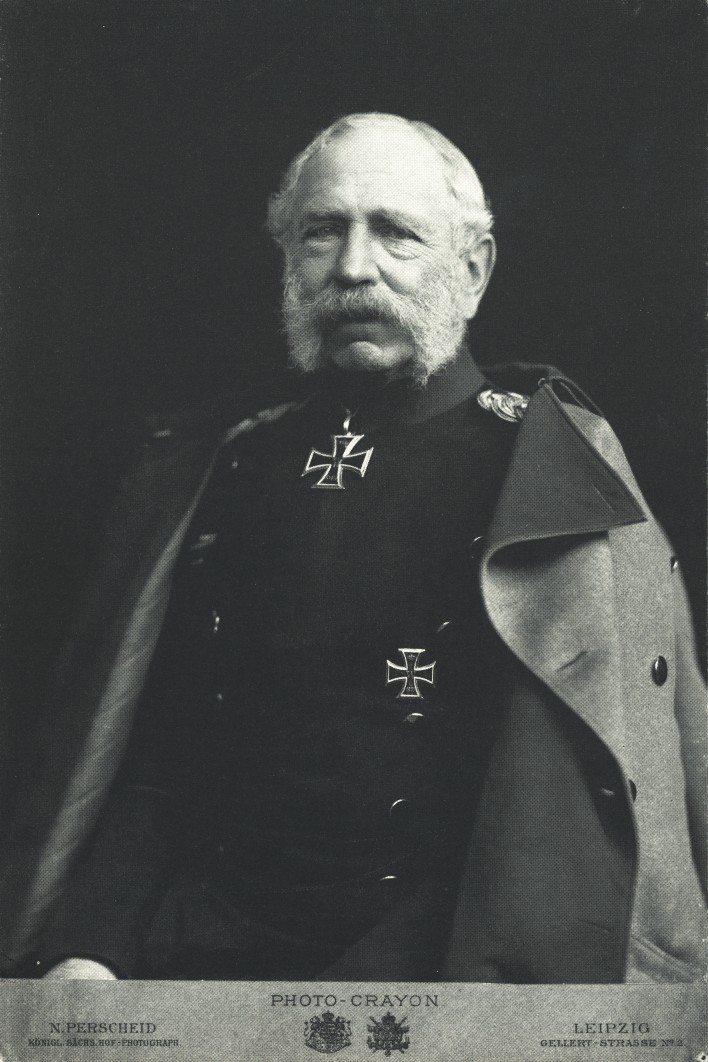
Albert van Saksen (1902)
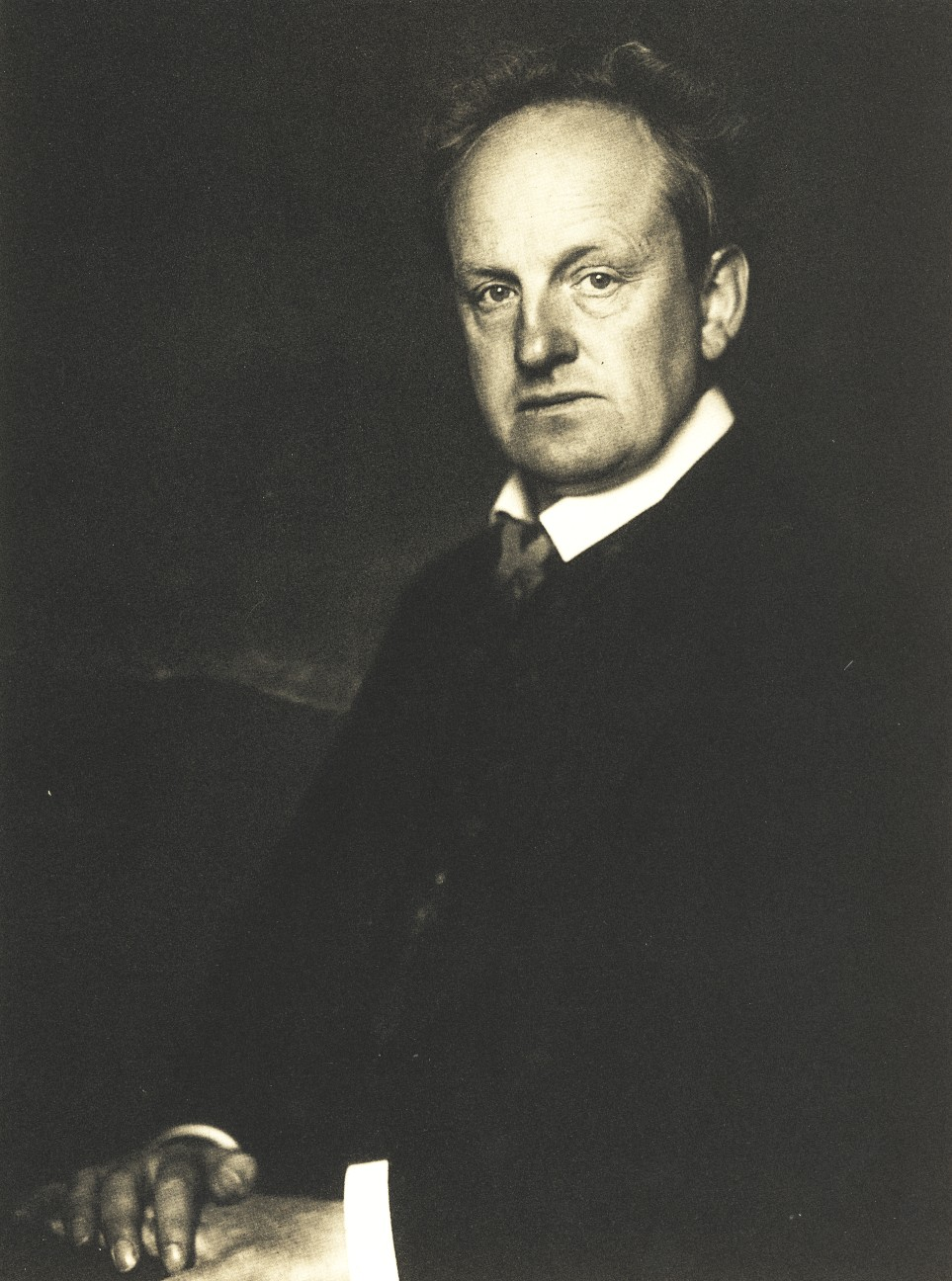
Gerhart Hauptmann (1914)
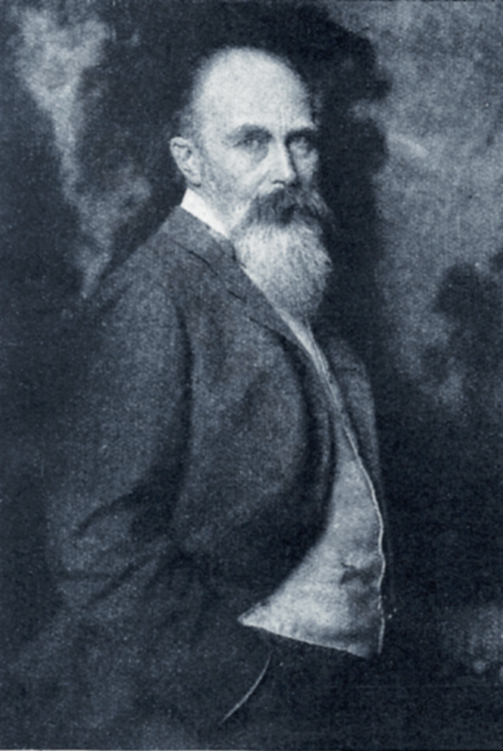
Eugen Bracht (1917)
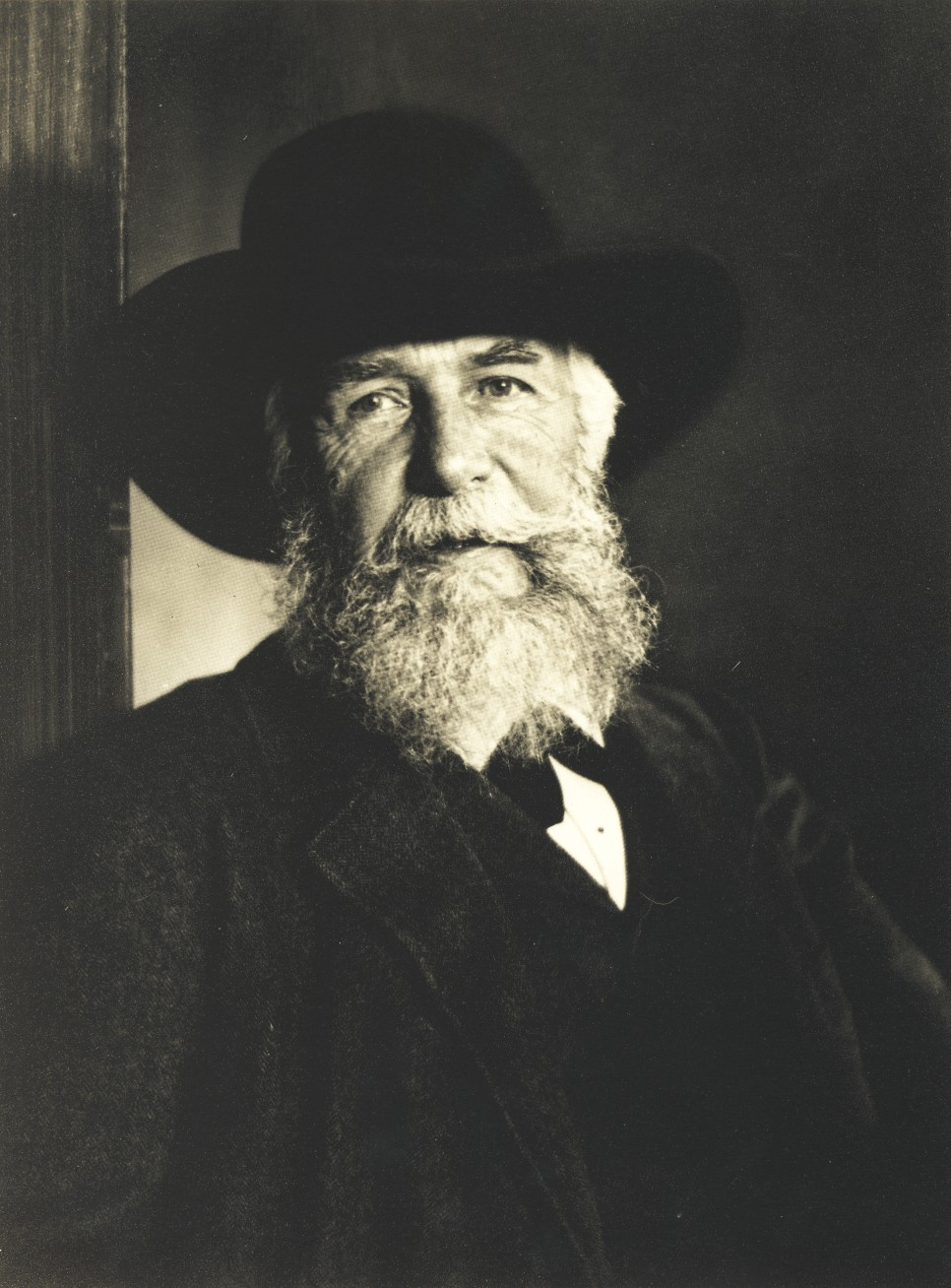
Ernst Haeckel (1918)
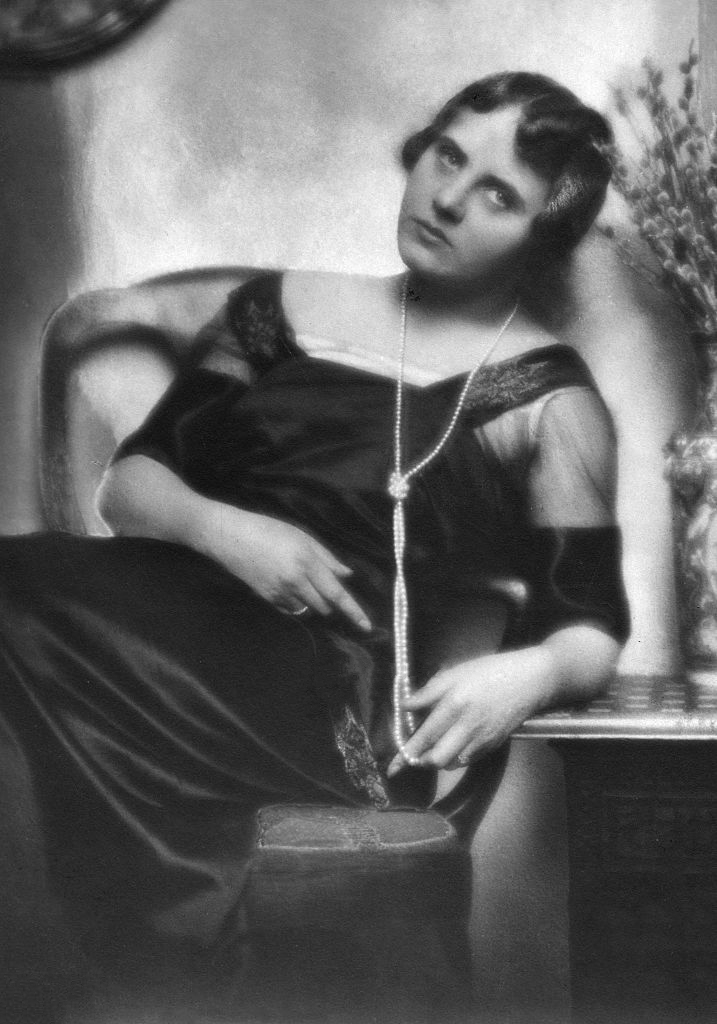
Ossi Oswalda (circa 1920)

- Biblioteca Nacional de España: XX6548187
- Gemeinsame Normdatei: 118592807
- International Standard Name Identifier: 0000 0000 6676 3247
- Library of Congress Control Number: n82060017
- Nationale bibliotheek van Australië: 36060760
- Nederlandse Thesaurus van Auteursnamen: 068889313
- PIC: 4391
- Réseau des bibliothèques de Suisse occidentale: 02-A023190379
- RKD-Nederlands Instituut voor Kunstgeschiedenis: 319300
- Système universitaire de documentation: 244067856
- Trove: 1204502
- Union List of Artist Names: 500110105
- Virtual International Authority File: 32788958
- WorldCat: E39PBJhmPvGbGqMbgd86BHH9jC